# Фторид аммония
Фторид аммония — неорганическое соединение, соль аммония и фтористоводородной кислоты с формулой NH4F, бесцветные кристаллы, растворимые в воде, образует кристаллогидрат, ядовит.

## Получение
Растворение аммиака в плавиковой кислоте:
{\displaystyle {\ce {NH3 + HF -> NH4F}}}
Взаимодействие аммиака и гидрофторида аммония:
{\displaystyle {\ce {NH3 + NH4[HF2] -> 2NH4F}}}
Разложение карбоната аммония плавиковой кислотой:
{\displaystyle {\ce {(NH4)2CO3 + 2HF -> 2NH4F + CO2 ^ + H2O}}}
Гидролиз аммиаком гексафторсиликата аммония:
{\displaystyle {\ce {(NH4)2SiF6 + 4NH3 + nH2O -> 6NH4F + SiO2*nH2O}}}
Нагреванием смеси твёрдых хлорида аммония и избытка фторида натрия в платиновом тигле с последующей конденсацией фторида аммония. В некоторых источниках рекомендуют смешивать 1 часть хлорида аммония с 2.25 частями фторида натрия, что превышает необходимое стехиометрически количество в 2.87 раз:
{\displaystyle {\ce {NH4Cl + NaF -> NH4F ^ + NaCl}}}

## Физические свойства
Фторид аммония образует бесцветные гигроскопичные кристаллы гексагональной сингонии, пространственная группа P 6mc, параметры ячейки a = 0,4439 нм, c = 0,7165 нм, Z = 2. Такая структура близка к кристаллической структуре водяного льда, и фторид аммония является единственным веществом, способным формировать совместные кристаллы с водой.
Хорошо растворяется в воде, из раствора при −27,4°С выделяется кристаллогидрат NH4F•H2O. Растворяется в метаноле, несколько хуже — в этаноле.
Водные растворы имеют слабокислую реакцию из-за гидролиза по катиону.

## Химические свойства
В водном растворе диссоциирует с гидролизом и по аниону, и по катиону (гидролиз по катиону выраженно преобладает):
{\displaystyle {\ce {NH4F + H2O <=> NH3*H2O + HF}}}
Может вступать в реакции ионного обмена:
{\displaystyle {\ce {NH4F + CaBr2 -> 2NH4Br + CaF2 v}}}
При нагревании твёрдого вещества (а равно при кипячении водного раствора) разлагается:
{\displaystyle {\ce {2NH4F_{(s)}->[>168^{o}C] NH4[HF2] + NH3 ^}}}
{\displaystyle {\ce {2NH4F_{(aq)}->[{вода, кип.}] NH4[HF2] + NH3 ^}}}
Фторид ион может быть протонирован в очень сильнокислой среде (процесс происходит неохотно и преимущественно при нагревании):
{\displaystyle {\ce {NH4F + H2SO4 ->[t] NH4HSO4 + HF ^}}}
Также, ион аммония может быть замещён щелочами:
{\displaystyle {\ce {NH4F + NaOH -> NH3*H2O + NaF}}}
{\displaystyle {\ce {NH3*H2O <=> NH3 ^ + H2O}}}
С концентрированной плавиковой кислотой образует гидрофторид аммония:
{\displaystyle {\ce {NH4F + HF -> NH4[HF2]}}}
Водные растворы способны реагировать с оксидом кремния (IV), ввиду чего разрушают стекло:
{\displaystyle {\ce {SiO2 + 6NH4F + 2H2O -> (NH4)2[SiF6] + 4NH3*H2O}}}
Помимо этого, фторид аммония также способен реагировать с гидроксидами галлия и алюминия:
{\displaystyle {\ce {6NH4F + Al(OH)3 -> (NH4)3AlF6 + 3NH3*H2O}}}
{\displaystyle {\ce {6NH4F + Ga(OH)3 -> (NH4)3GaF6 + 3NH3*H2O}}}
Способен реагировать с некоторыми соединениями фосфора(V), образуя гексафторфосфат(V) аммония:
{\displaystyle {\ce {PCl5 + 6 NH4F -> NH4PF6 + 5 NH4Cl}}}

## Применение
- Фторирующий агент.
- Компонент растворов для очистки котлов и труб.
- Компонент составов для травления полупроводников, стекла и некоторых металлов.